# NGC 840
NGC 840 је спирална галаксија у сазвежђу Кит која се налази на NGC листи објеката дубоког неба.
Деклинација објекта је + 7° 50' 45" а ректасцензија 2h 10m 16,1s. Привидна величина (магнитуда) објекта NGC 840 износи 13,5 а фотографска магнитуда 14,3. Налази се на удаљености од 101,017 милиона парсека од Сунца. NGC 840 је још познат и под ознакама UGC 1664, MCG 1-6-49, CGCG 413-53, NPM1G +07.0065, PGC 8293.